# Arnór Atlason
Arnór Atlason (Akureyri, Island, 23. srpnja 1984.) je islandski rukometni trener te bivši rukometaš i nacionalni reprezentativac. Trenutno radi kao asistent u danskom Aalborgu u kojem je završio igračku karijeru.

## Karijera
Atlason je rođen u Akureyriju, mjestu na sjevernoj obali zemlje te dolazi iz rukometne obitelji jer su otac Atli i sestra Þorgerður Anna također bili rukometaši i nacionalni reprezentativci. Sam Arnór je karijeru započeo u rodnom gradu igrajući za istoimeni KA Akureyri. Dobre igre omogućile su mu 2004. godine transfer u njemački Magdeburg gdje je nastupao dvije sezone. Nakon toga, Atlason seli u Dansku gdje je igrao najprije za FCK Håndbold a zatim za AG København (do 2012. kada je zbog financijskih razloga klub ugašen).
Nakon što se Flensburgov igrač Petar Đorđić teže ozlijedio, klub dovodi Islanđanina kao njegovu zamjenu. Nakon jedne sezone, Atlason potpisuje trogodišnji ugovor za francuski Saint-Raphaël. Istekom postojećeg ugovora, igrač se vraća u Dansku gdje postaje igrač Aalborga. Ondje je nakon dvije sezone prekinuo igračku te započeo trenersku karijeru kao asistent.
Poput oca i sestre, Atlason je također bio islandski reprezentativac te je s njime osvojio olimpijsko srebro i europsku broncu.